# Andrew Scheer
Pour les articles homonymes, voir Scheer (homonymie).
Andrew Scheer, né le 20 mai 1979 à Ottawa, est un homme politique canado-américain. Député fédéral de Regina—Qu'Appelle depuis les élections fédérales de 2004, il est président de la Chambre des communes de 2011 à 2015.
Il est élu chef du Parti conservateur du Canada et donc chef de l'opposition officielle en 2017. Quelques mois après les élections fédérales de 2019, perdues par sa formation, il annonce sa démission de la tête du Parti conservateur. Le 23 août 2020, Erin O'Toole lui succède officiellement.

## Biographie

### Origines et formation
Outre la nationalité canadienne, Andrew Scheer est aussi citoyen des États-Unis de par sa lignée paternelle, mais il dit avoir entrepris des démarches à l'automne 2019 pour renoncer à celle-ci.
Il naît et grandit à Ottawa, en Ontario. Il est le fils de Mary Gerarda Therese (Enright), infirmière, et de James Scheer, bibliothécaire et correcteur d'épreuves, diacre de l'archidiocèse catholique d'Ottawa. Il a deux sœurs. Une partie de sa famille vient de Roumanie. Scheer a fait ses études secondaires à l'Immaculata High School, puis a étudié l'histoire à l'Université d'Ottawa. En 1999, au cours de ses études universitaires, Andrew Scheer a travaillé au département de la correspondance pour le Bureau du chef de l'opposition sous Preston Manning. Andrew Scheer a également travaillé au comité consultatif des jeunes de la conseillère municipale d'Ottawa Karin Howard.
Scheer a été commissaire scolaire du Conseil scolaire catholique d'Ottawa-Carleton lors des élections municipales d'Ottawa en 2000, mais a perdu contre Kathy Ablett.
Il déménage à Regina après avoir rencontré sa future épouse Jill Ryan à l'université et termine son baccalauréat en histoire et science politique à l'Université de Regina. Au lieu de retourner à Ottawa, Andrew Scheer aurait travaillé chez Shenher Insurance et au bureau de circonscription d'un député de l'Alliance canadienne, Larry Spencer, à Regina-Lumsden-Lake Centre. Toutefois, selon un reportage du Globe and Mail, aucune preuve de permis de courtier d'assurances en Saskatchewan au nom d'Andrew Scheer n'a pu être trouvée datant d'avant son élection à la Chambre des communes en 2004.

### Député
Lors de l'élection de 2004, Scheer est élu dans Regina—Qu'Appelle sous la bannière du Parti conservateur du Canada, remportant la victoire sur le député néo-démocrate de longue date, Lorne Nystrom (en), par 861 votes. Il est réélu lors de l'élection de 2006, défaisant de nouveau Nystrom, cette fois par une marge plus confortable de 2 740 voix.
En avril 2006, Stephen Harper en fait un des trois vice-présidents de la Chambre des communes : il est alors le plus jeune député à servir dans ce rôle dans l'histoire du Commonwealth.

### Président de la Chambre des communes
Le 2 juin 2011, élu à la présidence de la Chambre des communes du Canada, il devient, à 32 ans, le plus jeune président de l'histoire de la Chambre.
Au cours de son mandat, plusieurs députés de l'opposition ont questionné son impartialité en raison de son refus de donner suite à des demandes d'information sur l'affaire des appels téléphoniques automatisés payés par la campagne conservatrice pour l'élection de 2011, et effectués par une société dont il avait été lui-même client.

### Chef du Parti conservateur du Canada
Le 28 septembre 2016, il annonce sa candidature à la direction du Parti conservateur, avec pour slogan « Vrai conservateur, véritable leader. » Après treize tours de scrutin, Scheer obtient la majorité absolue face à Maxime Bernier, député fédéral de la circonscription de Beauce. Il remporte le scrutin avec 50,95 % des voix, et ce après avoir occupé la deuxième position derrière son rival québécois aux précédents tours.
Il est parfois comparé à l'ancien premier ministre Stephen Harper et décrit comme un « Harper's boy » ou un « Harper avec un sourire »,,. Il a lui-même repris la comparaison,.
Lors du congrès conservateur d'août 2018, une fuite de documents révèle que le regroupement des producteurs de lait du Canada (Dairy Farmers of Canada) avait collaboré avec son bureau pour bloquer une motion visant à modifier la position du parti sur la gestion de l'offre en matière de produits laitiers,.
Le 21 octobre 2019, le Parti conservateur arrive en tête du scrutin en nombre de voix, avec 34,4 % du vote populaire, mais obtient seulement 121 sièges, alors que le Parti libéral recueille 33 % du vote populaire et 157 sièges. Le vote conservateur est particulièrement fort en Alberta et en Saskatchewan, les deux grandes provinces pétrolières, où il atteint 70 %. Les analystes estiment que le chef Andrew Scheer a trop misé sur sa base et n'a pas cherché à l'élargir, en s'aliénant les citoyens préoccupés par les questions environnementales.
Le 12 décembre 2019, Andrew Scheer annonce qu'il démissionnera de sa fonction de chef du Parti conservateur à compter de l'élection d'un successeur[réf. souhaitée]. Le 23 août 2020, Erin O'Toole est élu chef.
Lors des élections du 28 avril 2025, le Parti libéral du Canada sous la direction de Mark Carney est reconduit au pouvoir dans un gouvernement minoritaire. Scheer est réélu mais Pierre Poilievre, le chef du parti, perd son siège et les conservateurs doivent trouver un député pour assumer le poste de chef de l'opposition officielle. Le 6 mai 2025, le caucus conservateur choisit Andrew Scheer pour occuper la fonction. Il prend les fonctions le lendemain.

## Prises de position
Scheer est considéré comme assez éloigné des positions relativement progressistes des Red Tories. Il est plus fondamentalement conservateur que Stephen Harper mais est toutefois resté proche de ce dernier et le consulte avant toute décision importante. Il mentionne volontiers l'ancien premier ministre canadien John Diefenbaker comme une figure de référence. Il partage aussi des points communs avec Jason Kenney, premier ministre de l'Alberta depuis 2019, et Brad Wall, qui a été premier ministre de la Saskatchewan. Scheer a qualifié les sénateurs américains Ted Cruz et Marco Rubio de « voix conservatrices fortes » lors de la conférence 2016 du Manning Centre. Jusqu'en 2017, il a accordé plusieurs entrevues à la plateforme d'extrême droite The Rebel, dirigée par Ezra Levant.
Après avoir évité la question de l'avortement durant la campagne électorale de 2019, il finit par revendiquer, une journée après le débat des chefs sur les ondes de TVA, qu’il est pro-vie.

### Économie
Scheer exprime son soutien aux marchés libres, déclarant qu'il croit en « un marché libre où les entreprises profitent en ayant le meilleur produit ou service ». Il promet d'équilibrer le budget deux ans après son arrivée au pouvoir, d'éliminer la TPS sur les factures de chauffage et de baisser l'impôt sur les sociétés.
Il a été un ardent défenseur de la suppression de la Commission canadienne du blé. Il a proposé une politique qui obligerait les stations-services à apposer sur leurs pompes un collant avec le drapeau canadien indiquant « Essence éthiquement produite au Canada » (Canadian-sourced, ethically produced oil).
Pendant la course à la direction de son parti, Andrew Scheer promet, s'il venait à prendre le pouvoir, de nommer un ministre québécois à la tête de l'agence de Développement économique Canada pour les régions du Québec. Alors que son opposant Maxime Bernier défendait une politique de la demande en matière agricole, il a pris la défense du système de gestion de l'offre pour les produits laitiers, ce qui explique sa bonne performance au Québec. Les initiés du parti croient que, en fait, il ne soutient pas cette position par conviction personnelle.
En février 2018, Scheer présente un projet de loi d'initiative parlementaire, le deuxième de sa carrière. Le projet de loi C-394, loi modifiant la loi de l'impôt sur le revenu (crédit d'impôt pour les parents), créerait un nouveau crédit d'impôt destiné à compenser les impôts fédéraux dus sur les prestations de maternité et les congés parentaux. Selon un calcul du DPB, ce crédit d'impôt coûterait 600 millions de dollars ou plus aux contribuables pour la première année.

### Environnement
En octobre 2016, Scheer s'est prononcé contre la ratification de l'accord de Paris sur le climat. Il s'est opposé pendant longtemps à toute politique précise en ce domaine et a fait campagne contre la taxe carbone mise en place par le gouvernement de Justin Trudeau.
En juin 2019, il dévoile un plan vert assez vague, comportant notamment des crédits d'impôt et qui obligerait les grands pollueurs à investir dans des technologies vertes des sommes proportionnelles à leurs émissions excédentaires de gaz à effet de serre. Selon un éditorial très critique du Globe and Mail, ce plan augmenterait le coût de la vie des Canadiens, mais de façon indirecte, contrairement à la taxe carbone, et engendrerait des coûts supplémentaires en raison de nouvelles structures administratives de vérification. Le plan, qu'un chroniqueur du même journal a qualifié de « sad joke » (triste plaisanterie), ne contient aucun engagement réel d'atteindre les objectifs de l'accord de Paris et repose sur les effets potentiels de technologies qui n'ont pas encore été inventées, tout en présumant à tort que le Canada pourrait exporter ces technologies et en obtenir les crédits dérivés par leur mise en œuvre dans des pays étrangers.
En juillet 2019, Scheer annonce qu'il abrogera les nouvelles normes nationales de propreté des carburants proposées le 28 juin par le gouvernement libéral, affirmant que celles-ci constituent une « taxe secrète » sur le prix de l'essence.

### Questions sociétales
Considéré comme un partisan du mouvement pro-vie, Scheer a constamment voté, quand il était député, de 2006 à 2011, pour une restriction du droit à l'avortement jusqu'à son élection à la tête du parti. En juillet 2008, il a critiqué l'attribution de l'ordre du Canada au médecin controversé Henry Morgentaler, qui avait milité en faveur de la légalisation de l'avortement. Il s'est aussi opposé à la légalisation du mariage homosexuel. Il s'est rendu au Vatican en octobre 2002, à l'âge de 23 ans, pour assister à la canonisation du fondateur de l'Opus Dei,; en 2010, il a organisé une rencontre de parlementaires avec l'abbé Fred Dolan, vicaire principal de l'Opus Dei au Canada.
Cependant, une fois élu chef du Parti conservateur, il affirme ne pas vouloir rouvrir les débats sur l'avortement ni le mariage homosexuel et promet de ne pas changer la législation en ces matières s'il devient premier ministre,. Il a toutefois déclaré que, s'il devenait chef du gouvernement, il faciliterait l'introduction de projets de loi privés au Parlement, notamment en vue de protéger les droits du fœtus. Catholique pratiquant, Scheer affirme avoir aussi des appuis chez des chrétiens œcuméniques et des évangéliques.
En 2016, il s'est opposé au projet de loi C-14 sur l'aide médicale à mourir. Les critères prévus par cette loi — seules sont éligibles les personnes en fin de vie et dont la mort n’est pas raisonnablement prévisible — ayant été jugée trop restrictifs par une juge de la Cour supérieure du Québec, Scheer s'est engagé à porter la cause devant la Cour suprême pour éviter toute modification de la loi.
Andrew Scheer a accusé le gouvernement libéral d'« imposer » le point de vue du premier ministre sur le respect des « droits des femmes et des droits reproductifs des femmes » lorsque des groupes religieux demandent des fonds pour des programmes d'emplois d'été.
Scheer s'est opposé à la légalisation de la marijuana récréative par le gouvernement Trudeau et a ordonné au caucus conservateur du Sénat de voter contre le passage de la loi . Il s'est d'abord prononcé en faveur d'une position pragmatique qui viserait à modifier la loi, notamment en haussant l'âge légal actuellement fixé à 18 ans, mais n'a pas exclu la possibilité de la recriminaliser.

### Éducation
Ardent défenseur de l'instruction à domicile, il promet de mettre en place des aides financières pour les parents qui choisissent cette option. Il veut aussi introduire un crédit d'impôt pour les familles qui envoient leurs enfants dans des écoles privées,.
Il retirerait tout financement public aux universités qui ne font pas respecter la liberté d'expression de tous les points de vue sur le campus.

### Nominations au Sénat
Andrew Scheer s'oppose à la transformation du Sénat en un organisme non partisan et a déclaré qu'il nommerait au Sénat « des gens qui partagent [s]on objectif d'abaisser les impôts et de développer le secteur privé [...] Ils seraient des sénateurs conservateurs défendant une vision conservatrice du Canada ».

### Affaires étrangères
Il appuie le Brexit,.
Depuis mars 2014, il figure sur la liste des personnalités interdites de séjour en Russie dans le cadre de la crise ukrainienne.
Il est partisan inconditionnel d'Israël, dont il soutient toutes les actions et souhaite déménager l'ambassade du Canada à Jérusalem, suivant l'action de Donald Trump et plusieurs autres chefs d’État.
Élu à la tête du gouvernement, il négocierait l'entrée du Canada dans le programme de défense anti-missiles des États-Unis.
Il s'est opposé au Pacte mondial sur les migrations proposé par l'ONU, et signé par plus de 190 pays, dont le Canada, à l'automne 2018. Il appuie son rejet en prétendant que ce pacte « permettra à des entités étrangères de prendre le contrôle de nos frontières », bien que l'accord ne soit pas juridiquement contraignant.
Il propose de réduire de 25 % l'aide au développement attribué par le Canada aux pays les plus pauvres de la planète. Il suggère par ailleurs de « renforcer les liens avec des pays aux visions similaires » comme le Japon, l’Inde et Israël, dénonce au contraire plusieurs pays, parmi lesquels la Russie, la Corée du Nord et l'Iran, comme étant « antagonistes, voire ouvertement hostiles aux intérêts et aux valeurs du Canada ». Il réclame également le déplacement de l'ambassade du Canada en Israël de Tel Aviv-Jaffa à Jérusalem, s'alignant sur la décision du président américain Donald Trump, et de suspendre la contribution canadienne à l’Office de secours et de travaux des Nations unies, qui vient en aide aux réfugiés palestiniens.

### Radio-télévision publique
Dans une entrevue en 2016, il questionne le rôle de l'État dans la diffusion de nouvelles et s'engage à éliminer la section information de la Société Radio-Canada. Un sondage indique en juin 2017 qu'une large majorité de l'opinion publique canadienne s'oppose à une telle mesure.
En mai 2019, il critique la place — selon lui trop importante — que le réseau public donne à la politique américaine et prévient que, s'il devient premier ministre, il le surveillera pour s'assurer qu'il couvre en priorité les nouvelles canadiennes.

## Vie privée
Il est marié à Jill Scheer, avec qui il a cinq enfants (Thomas, Grace, Madeline, Henry et Mary). Thomas, l'aîné, est né le 20 mars 2005. Il est un membre actif de son église et de l’organisation des Chevaliers de Colomb. Pendant la course à la direction, Scheer a révélé que ses enfants fréquentaient une école confessionnelle privée.
Le 31 octobre 2017, Scheer comptait trois sociétés en commandite immobilière: des véhicules d'investissement qui réduisent le fardeau fiscal des porteurs en amortissant jusqu'à 50% de leur investissement initial, pour ceux qui gagnent un revenu moyen. de 75 000 $ ou plus en Saskatchewan. Scheer a investi 75 000 $ dans les RELP et ses avoirs ont été divulgués à Mary Dawson, la commissaire à l'éthique.
Le frère cadet de Jill Scheer est le joueur professionnel de football américain Jon Ryan.

## Articles et ouvrages cités
- Andrew Ives, « Ferveur religieuse et convictions politiques : la transformation de la culture politique saskatchewannaise », Études canadiennes/Canadian Studies, no 73,‎ 2012, p. 61-73 (lire en ligne)